# Conepatus semistriatus
La mofeta bilistada o zorrillo de espalda blanca (Conepatus semistriatus) es un mamífero carnívoro de la familia de las mofetas (Mephitidae) perteneciente al género Conepatus. Se alimenta de insectos, pequeños vertebrados y frutas. Está adaptado a cavar semejándose a los tejones. Habita en cañones, laderas y terrenos rocosos. Se ha encontrado en gran variedad de hábitats, desde matorrales desérticos a pastizales en varios estados de México. En Venezuela se le conoce con el nombre de mapurite y "mapurito" en Colombia.

## Distribución y hábitat
Se distribuye por Centroamérica y el norte y oriente de Suramérica. 
Estas mofetas de dorso blanco habitan una gran cantidad de ecosistemas, sobre todo se las encuentra en zonas al pie de las montañas, con arbolado disperso o de matorral. Evitan las zonas de desierto, y los bosques densos. Las mayores poblaciones se encuentran en zonas rocosas, con arbolado disperso.

## Descripción
La longitud del cuerpo (con la cabeza) alcanza entre 34 y 50 cm, la de la cola entre 16,6
y 31 cm. Pesa entre 1,4 y 3,5 kg. Su pelo es negro con dos rayas blancas que van desde la frente hasta la parte superior de los hombros, separadas entre sí por una línea negra.

## Comportamiento
Es un animal solitario y nocturno. Se alimenta principalmente de invertebrados, pequeños vertebrados y frutas.
Para defenderse se apoya sobre sus patas delanteras y dispara un almizcle hacia 2 m de distancia desde una glándula cercana a su cola.